# Mount Caldwell
Mount Caldwell ist ein Berg nahe dem westlichen Ende der Thurston-Insel vor der Eights-Küste des westantarktischen Ellsworthlands. In den Walker Mountains ragt er 5 km südöstlich des Mount Lopez auf.
Seine geographische Position wurde anhand von Luftaufnahmen der US-amerikanischen Operation Highjump (1946–1947) vom Dezember 1946 bestimmt. Das Advisory Committee on Antarctic Names benannte den Berg 1960 nach Henry Howard Caldwell (1905–1985), Kapitän der USS Pine Island, einem Flugzeugmutterschiff und Flaggschiff der Ostverbände bei der Operation High Jump.